# Zhang Youxian
Zhang Youxian (chinois simplifié : 张攸县) est un artiste peintre chinois né à Nankin (dit aussi Nanjing), dans la province de Jiangsu en 1954. 
Il est professeur de peinture chinoise et directeur de l'Institut des beaux-arts de Nankin,. Il est membre de l'association des artistes de la province du Jiangsu.
Zhang Youxian est connu pour ses peintures traditionnelles chinoises : il est spécialisé dans le paysage, les fleurs et la peinture des oiseaux et des personnages à l'encre de chine sur papier de riz,.

## Biographie
En 2010, Zhang Youxian présente ses peintures dans l'exposition collective itinérante Asian Beauty Trespassing Borders dans différentes universités des États-Unis comme le centre d'art de l'université Creighton en Californie ou l'université de Sainte Marie dans l'Indiana.
En 2012, de passage en France, Zhang Youxian séjourne à Barbizon. Il y peint en s'inspirant de l'école de Barbizon. Ces peintures d'encre sur papier de riz font l'objet d'une exposition La Forêt de Fontainebleau revisitée à la Maison-atelier de Jean-François Millet (Musée Millet) à Barbizon, en juin 2012.
En octobre 2014, il participe en tant que senior à l'exposition collective Empreintes solides du Festival d'art international de Nanjing en Chine.

## Expositions

### Expositions individuelles
- 1989 : Exposition de peinture individuelle à l'école normale de Nankin (ou Nanjing), Chine
- 1992 : Exposition de peinture individuelle au Musée de l'art de Shanghai, Chine
- 1993 : Exposition de peinture individuelle au Musée d'art de Nankin (ou Nanjing), province du Jiangsu, Chine[9]
- 1996 : Conférences et expositions individuelles, Institut de l'art de l'université de Xiamen (ou Amoy), Chine
- 2012 : La Forêt de Fontainebleau revisitée, exposition de Zhang Youxian, Musée Millet (Maison-atelier de Jean-François Millet), Barbison, France
- 2014 : Plume et encre grand territoire, Galerie d'art grand territoire, Chine
- 2015 : L'Éléphant invisible, exposition d'encre de Zhang Youxian, Musée d'art de Shanghai, Chine[10].

### Expositions collectives
- 2010 : Asian Beauty Trespassing Borders, Centre d'art de l'université de Creighton, Californie, US
- 2010 : Asian Beauty Trespassing Borders, Bibliothèque Cushwa-Leighton, université de sainte Marie, Indiana, US
- 2014 octobre : Empreintes solides Festival d'art international de Nanjing, exposition collective, Nankin (ou Nanjing), Chine

## Publications
- 2001 : Zhang Youxian Paintings, Tianjin People's Fine Arts Publishing  (ISBN 7-530-517-546)[11].